# Christmas in Vienna VI
Christmas in Vienna VI è un album dal vivo natalizio pubblicato nel 1999 e registrato a Vienna dal tenore spagnolo Plácido Domingo con la cantante francese Patricia Kaas ed il cantante messicano Alejandro Fernández.
Gli artisti sono accompagnati dalla Vienna Symphony Orchestra diretta da Steven Mercurio.

## Tracce
1. Announcing Christmas (Christian Kolonovits) - 2:48
2. Y nos vamos pa' Belén (José María Cano) - 3:02
3. Leise rieselt der Schnee (Eduard Ebel) - 3:00
4. Canción de cuna (para Jesús) (Samantha Domingo, Plácido Domingo Jr.) - 3:04
5. Merry Christmas, Baby (Steven Krikorian, John Keller) - 4:11
6. El niño del tambor (Katherine K. Davis) - 4:26
7. It Came Upon the Midnight Clear (Richard Willis, Edmund Sears) - 2:34
8. Here Is Christmas (Nancy Wilson, Ann Wilson, Richie Zito) - 4:26
9. Amours Eternels (Midnight in Moscow) (Vassilji Solovjev-Sedoj, Philippe Bergman) - 4:23
10. Blanca Navidad (Irving Berlin) - 3:22
11. Por el Valle de Rosas (Miguel Bernal Jiménez) - 2:48
12. Ihr Kinderlein kommet (Christoph Von Schmidt, Johann Abraham Peter Schulz) - 1:53
13. Have Yourself a Merry Little Christmas (Hugh Martin, Ralph Blane) - 2:48
14. Jeg er saa glad hver julekveld (tradizionale) - 1:10
15. Buenos reyes (tradizionale) - 2:15
16. Christmas Must Be Tonight (Robbie Robertson) - 2:38
17. Hay que sembrar en Navidad (Manuel Alejandro) - 4:18
18. Il est né le divin enfant (tradizionale) - 1:15
19. Mary's Boy Child (Jester Hairston) - 2:40
20. Ding, Dong Merrily on High (George Ratcliffe Woodward) - 2:13
21. Encore: Silent Night (Franz Gruber) - 5:01